# بانکی‌پور
بانکی پور (به انگلیسی: Bankipore) منطقه‌ای در پتنه از ایالت بهار هند. در سابق شهرکی بود در حاشیه غربی آن شهر و در منابع اسلامی عظیم آباد خوانده شده‌است. بنای عمده بانکی پور سیلوی عظیمی است که به شکل کندوی زنبور عسل ساخته شده‌است. این بنا را وارن هیستینگز (به انگلیسی: Waren Hastings) پس از قحطی سال ۱۱۸۳ برای ذخیره غلات احداث کرد. اهمیت و شهرت بانکی پور در مجامع شرق‌شناسی به دلیل کتابخانه مهم آن است، که مجموعه بسیار خوبی از نسخه‌های فارسی و عربی دارد و برخی از این نسخه‌ها بسیار نادر و کمیاب است. این کتابخانه که عنوان رسمی آن در وقفنامه سال ۱۳۰۸ معادل ۱۸۹۱ میلادی «کتابخانه ملی شرق شناسی پتنه» (به انگلیسی: The Patna Oriental Public Library) است، به نام مؤسس آن «خدابخش» نیز خوانده می‌شود.
Khuda Bakhsh Oriental Library
مولوی خدابخش (۱۹۰۸-۱۸۴۲) که حرفه اصلیش وکالت دادگستری بود در چهپره  در ایالت بهار می‌زیست و تمامی عمرش را صرف گردآوری کتابهای خطی کرد. این کتابها از مراکز قدیمی فرهنگ اسلامی، مانند قاهره و دمشق و بیروت و مراکز دیگر در عربستان و مصر و ایران، گردآوری شد. لرد کرزن (Lord Curzon) حکمران کل هندوستان (۱۹۰۵-۱۸۹۹)، سر ادوارد دنیسن راس (به انگلیسی: Sir Edward Denison Ross) را مأمور تنظیم این کتابخانه و تهیه فهرست آن کرد که تا کنون ۳۴ مجلد از آن منتشر شده‌است.
همکاران دنیسن راس در این کار، عبدالمقتدر، عظیم الدین احمد، عبدالحامد و مسعود عالم ندوی، دانشمندان مسلمان هندی بوده‌اند. علاوه بر فهرست ۳۴ جلدی، فهرست مختصری در ۷ جلد نیز منتشر شده‌است. در حال حاضر شمار کتاب‌های خطی و چاپی و مجلات و میکروفیلم‌ها و نسخه‌های عکسی به ۱۴۶۷۰۴ عدد می‌رسد. از آن میان تعداد نسخه‌های خطی فارسی ۸۵۷۶، عربی ۷۳۶۵ و اردو ۱۴۳۵ است. نگارگریهایی ارزشمند به سبک‌های ایرانی و آسیای مرکزی و تیموری و راچپوت نیز در این کتابخانه موجود است.